# شبيهات كلابيات القرون
شبيهات كلابيات القرون (الاسم العلمي:Cheliceriformes ) هي دون شعبة من الحيوانات تتبع شعيبة عنكبيات الشكل.

## التصنيف
- كلابيات القرون
  - العنكبيات
    - قراديات الشكل